# Editorial Montaner i Simon
|  | No s'ha de confondre amb Edifici Montaner i Simon. |

L'editorial Montaner i Simon va ser fundada a Barcelona el 1868 per Ramon de Montaner i Vila i Francesc Simon i Font. Es dedicava especialment a publicar en castellà obres monumentals i de bibliòfil. El 1886 es va inaugurar la seu del carrer d'Aragó, 255, projectada pel jove arquitecte Lluís Domènech i Montaner. L'any 1952, l'empresa fou adquirida per l'editor hispanoamericà José María González Porto. El 1981, l'editorial, on havien treballat escriptors com Pere Calders o Josep Soler Vidal, entre d'altres, va tancar definitivament a causa de dificultats econòmiques.
Malgrat una trajectòria més que centenària, diversos trets permeten caracteritzar el conjunt de la tasca editorial de Montaner i Simon: la predilecció per les obres de gran envergadura, formades per un considerable nombre de volums, i un afany d'excel·lència tant en la redacció dels continguts i en la il·lustració dels llibres com en la qualitat dels suports físics i la impressió. Amb Ramon de Montaner com a responsable de la impremta (que a finals del XIX donava feina a dos-cents cinquanta operaris) i Francesc Simon en la direcció editorial, i amb aquesta filosofia d'oferir a la burgesia benestant productes primorosos (tan cars que podien pagar-se a terminis o per lliuraments), Montaner i Simon va esdevenir en poc temps una de les principals editorials espanyoles i la que més exportava a Hispanoamèrica: el 1884 ja havia obert delegacions en tretze països.

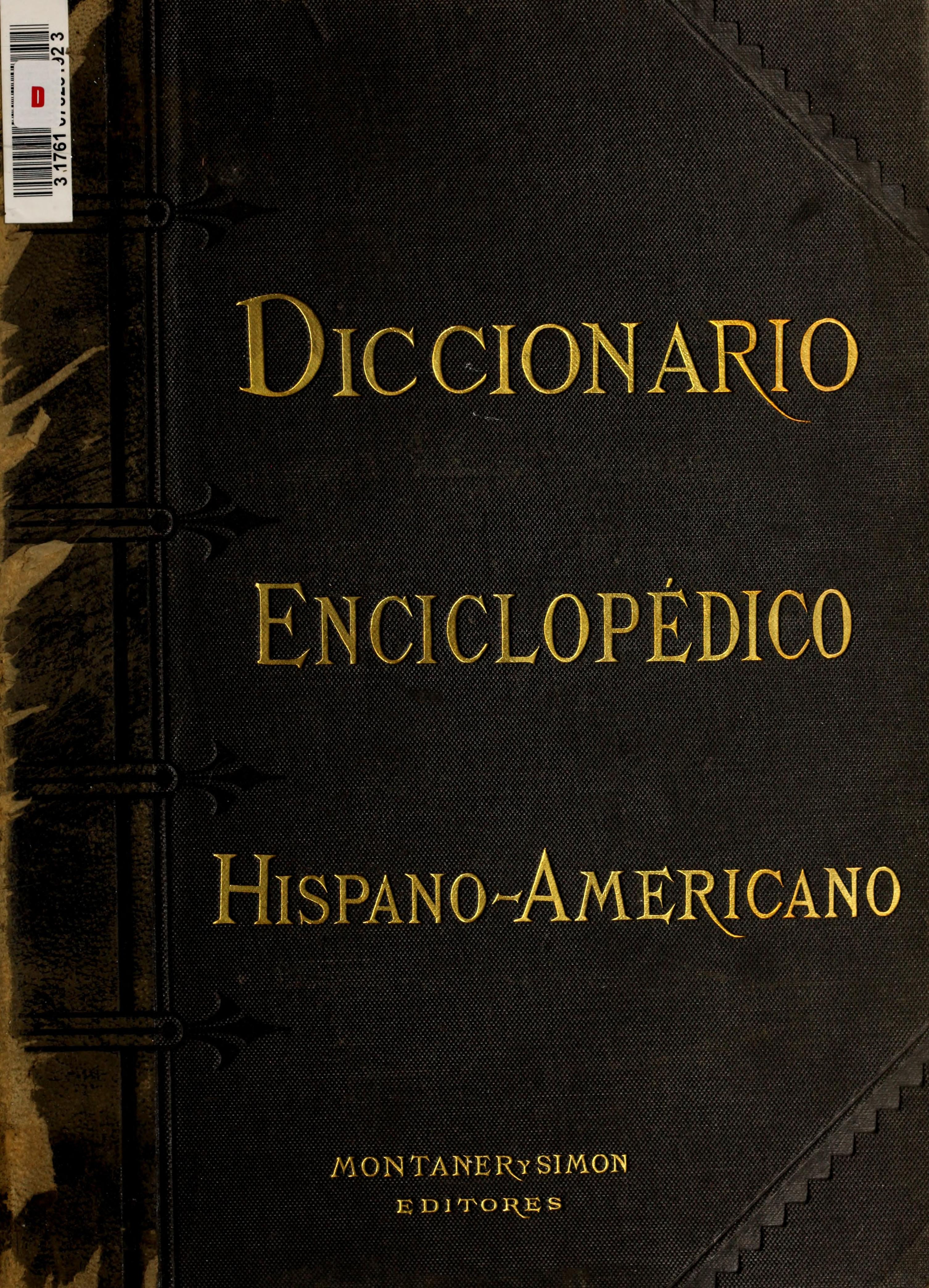
Primer volum del Diccionario Enciclopédico Hispano-Americano (1887)

La preferència per la història, la geografia i la literatura és una constant identificable en els seus catàlegs; al de 1902, que conté una quarantena de títols, hi trobem la Historia General de España (en vint-i-cinc volums), la Historia Universal (setze volums), la Geografía Universal (vint-i-dos volums) i acurades edicions d'obres mestres de la literatura universal, com el Quixot de Cervantes, El paradís perdut de John Milton o la Divina comèdia de Dante. D'aquesta etapa data el projecte més ambiciós de la casa: el Diccionario Enciclopédico Hispano-Americano de Literatura, Ciencias y Artes (1887-1910), en vint-i-quatre volums i cinc apèndixs.
A partir de 1923, havent mort els fundadors, la societat va passar a mans dels hereus i de nous accionistes, i no obstant això es va mantenir en la mateixa línia: edicions fastuoses d'obres monumentals. A la dècada de 1940 la firma va entrar en el negoci de l'edició de llibres de bibliòfil, que requeria fortes inversions; problemes d'impagament de l'Amèrica llatina van causar la fallida i l'adquisició del segell per part de l'editor José María González Porto l'any 1952. També González Porto va mantenir la línia editorial, publicant, entre altres, el Diccionario Literario d'obres i personatges (dotze volums), adaptació del Dizionario Letterario Bompiani. Després de la mort el 1975 de González Porto, l'editorial va cessar les seves activitats el 1981.